# Jorge Enrique Molina
Jorge Enrique Molina (n. Colombia; 3 de abril de 1956), es un destacado ex tirador colombiano. Fue abanderado de la delegación colombiana en los Juegos Olímpicos de Seúl 1988.

## Trayectoria
La trayectoria deportiva de Molina se identifica por su participación en los siguientes eventos nacionales e internacionales:

### Juegos Olímpicos
Fue abanderado en la selección de  Colombia en los Juegos Olímpicos de Seúl 1988.